# Aleksandr Salnikow
Aleksandr Iwanowicz Salnikow, ros. Александр Иванович Сальников (ur. w 1892 w chutorze Salnikowskij w obwodzie dońskim, zm. 17 lipca 1977 w Rouen) – rosyjski, a następnie radziecki wojskowy (esauł), dowódca Samodzielnej Dońskiej Brygady Kozackiej podczas wojny polsko-bolszewickiej 1920 r., emigracyjny działacz społeczno-kulturalny.
Służył w armii rosyjskiej, dochodząc do stopnia starsziny wojskowego. Brał udział w I wojnie światowej w szeregach Dońskiego Pułku Kozackiego, a od 1918 r. wojnie domowej z bolszewikami. Służył w wojskach Białych gen. Antona I. Denikina. W marcu 1920 r., po ewakuacji Białych z Noworosyjska na Krym, jego oddział pozostał w mieście i został wzięty do niewoli przez bolszewików. Z Kozaków sformowano 4 Dywizję Konną w składzie 1 Armii Konnej. Na froncie polskim w rejonie Białej Cerkwi część dywizji pod koniec maja 1920 r. na czele z esaułem Salnikowem zdezerterowała, przedostając się do Polaków. W czerwcu tego roku sformował on Samodzielną Dońską Brygadę Kozacką, walczącą z wojskami bolszewickimi do rozejmu jesienią 1920 r. Następnie wzięła udział w nieudanej wyprawie wojennej wojsk ukraińskich na Bracław, po czym została internowana w Polsce. Esauł A. I. Salnikow wyjechał do Francji, gdzie zamieszkał w Caen. W 1930 r. został dyrektorem i jednocześnie nauczycielem rosyjskiej szkoły podstawowej w Colombelles. Działał w Związku Kozackim. Od 1934 r. stał na czele stanicy wszechkozackiej im. atamana Kaledina w Colombelles. Był też członkiem kręgu dramatycznego, występując czasami amatorsko w spektaklach teatralnych.